# رباط سفید (روستا)
رباط سفید روستایی در دهستان پیوه ژن بخش احمدآباد شهرستان مشهد استان خراسان رضوی ایران است.

## جمعیت
بر پایه سرشماری عمومی نفوس و مسکن در سال ۱۳۹۵ جمعیت این روستا ۲٬۰۶۸ نفر (در ۶۳۹ خانوار) بوده است.